# История искусственного интеллекта
История искусственного интеллекта, как учение о развитии современной науки и технологии создания интеллектуальных машин, имеет свои корни в ранних философских исследованиях природы человека и процесса познания мира, расширенных позднее нейрофизиологами и психологами в виде ряда теорий относительно работы человеческого мозга и мышления. Современной стадией развития науки об искусственном интеллекте является развитие фундамента математической теории вычислений — теории алгоритмов — и создание компьютеров.

## Наука об искусственном интеллекте
Как прикладная наука искусственный интеллект имеет теоретическую и экспериментальную части. Практически, проблема создания искусственного интеллекта находится на стыке информатики и вычислительной техники — с одной стороны, с нейрофизиологией, когнитивной и поведенческой психологией — с другой стороны.
Теоретической основой должна служить Философия искусственного интеллекта, но только с появлением зна́чимых результатов теория приобретёт самостоятельное значение. Пока, теорию и практику искусственного интеллекта следует отличать от математических, алгоритмических, робототехнических, физиологических и прочих теоретических дисциплин и экспериментальных методик, имеющих самостоятельное значение.

## Философские предпосылки к возникновению науки
На саму возможность мыслить о понятии «искусственный интеллект» огромное влияние оказало рождение механистического материализма, которое начинается с работы Рене Декарта «Рассуждение о методе» (1637) и сразу вслед за этим работы Томаса Гоббса «Человеческая природа» (1640).
Рене Декарт предположил, что животное — некий сложный механизм, тем самым сформулировав механистическую теорию.
И тут важно понимать, чем отличается именно механистический материализм, от античного материализма, взгляды которого запечатлены в работах Аристотеля, и последующей диалектики Гегеля, диалектического и исторического материализма (Фейербах, Карл Маркс, Фридрих Энгельс, В. И. Ленин). Дело в том, что механистический материализм направлен на механистическое происхождение организмов, в то время как античный материализм направлен на механистическое происхождение природы, а диалектический и исторический материализм относится к проявлениям механизма в обществе.
Поэтому понятно, что без понимания механистичности в организмах не могла идти речь о понимании искусственного интеллекта даже в самом примитивном смысле, а наличие механистичности природы и общества выходят за рамки области об искусственном интеллекте, и строго говоря не являются необходимыми предпосылками.

## Технологические предпосылки к возникновению науки
В 1623 году Вильгельм Шикард (нем. Wilhelm Schickard) построил первую механическую цифровую вычислительную машину, за которой последовали машины Блеза Паскаля (1643) и Лейбница (1671). Лейбниц также был первым, кто описал современную двоичную систему счисления, хотя до него этой системой периодически увлекались многие великие учёные. 
В 1832 году коллежский советник С. Н. Корсаков выдвинул принцип разработки научных методов и устройств для усиления возможностей разума и предложил серию «интеллектуальных машин», в конструкции которых, впервые в истории информатики, применил перфокарты. В XIX веке Чарльз Бэббидж и Ада Лавлейс работали над программируемой механической вычислительной машиной.

## Рождение науки
В 1910—1913 гг. Бертран Рассел и А. Н. Уайтхед опубликовали работу «Принципы математики», которая произвела революцию в формальной логике. В 1941 году Конрад Цузе построил первый работающий программно-управляемый компьютер. Уоррен Маккалок и Уолтер Питтс в 1943 году опубликовали A Logical Calculus of the Ideas Immanent in Nervous Activity, который заложил основы нейронных сетей.

## Классические работы
В 1943 году в своей статье «Логическое исчисление идей, относящихся к нервной активности» У. Мак-Каллок и У. Питтс предложили понятие искусственной нейронной сети. В частности, ими была предложена модель искусственного нейрона. Д. Хебб в работе «Организация поведения» 1949 года описал основные принципы обучения нейронов. Эти идеи несколько лет спустя развил американский нейрофизиолог Фрэнк Розенблатт. Он предложил схему устройства, моделирующего процесс человеческого восприятия, и назвал его «перцептроном».
Среди советских учёных искусственный интеллект был главной областью научной деятельности Д. А. Поспелова. Здесь научные интересы Д. А. Поспелова связаны с моделированием поведения человека, формализацией рассуждений, общими проблемами моделирования жизненных процессов в естественных и искусственных системах. В частности, Д. А. Поспеловым был впервые в мире разработан подход к принятию решений, опирающийся на семиотические (логико-лингвистические) модели, который послужил теоретической основой ситуационного управления большими системами. По истории также можно проследить интерес других советских учёных к кибернетике.

## 1970-е — 2000-е годы
Разработка искусственного интеллекта прошла несколько циклов, сопровождавшихся повышенным ажиотажем, сменяющихся «зимами» — разочарованием, критикой и последующим сокращением финансирования, а затем возобновлением интереса несколько лет или десятилетий спустя. Две длительные «зимы» относят к периодам 1974—1980 годов и 1987—1993 годов.

## Текущее состояние
C основания OpenAI в 2016—2017 годах начался период стремительного беспрецедентного развития в области искусственного интеллекта. Генеративные системы искусственного интеллекта OpenAI, такие как различные модели GPT (начиная с 2018 года) и DALL-E (2021 год), сыграли значительную роль в этом развитии.
В 2022 году большие языковые модели были усовершенствованы настолько, что их можно было использовать для чат-ботов; модели преобразования текста в изображения достигли такого уровня, что их почти невозможно было отличить от изображений, созданных человеком; а программное обеспечение для синтеза речи стало способно эффективно воспроизводить человеческую речь.
В конце 2022 и 2023 годов появились десятки новых веб-сайтов и чат-ботов с искусственным интеллектом, большинство крупных технологические компании пытались закрепиться на рынке, и это привело к беспрецедентному росту и повсеместному распространению инструментов искусственного интеллекта.
Наибольшее число фирм, разрабатывающих ИИ, находится в США, Европе, Китае, Израиле, Великобритании, Канаде. Среди компаний, зарегистрировавших наибольшее число патентов в области ИИ, находятся IBM, Microsoft, Toshiba, Samsung, NEC, Fujitsu, Hitachi, Panasonic, Canon.